# タイ・ウッド
タイソン・ウッド（Tyson Wood、1995年7月13日 - ）は、カナダの俳優です。『リブート: ガーディアン コード』のオースティン・カーター役で主演を務めたことで知られる。

## 主な出演作品
- ヘル・オン・ヒールズ: メアリー・ケイの戦い (2002)
- ビネガーヒル (2005)
- ビッグホワイト (2005)
- ワイルドサヴェージ (2007)
- クリスマスのハート (2012)
- 心を呼ぶとき (2014-2015)
- ライアー、ライアー、ヴァンパイア (2015)
- リブート: ガーディアン コード (2018)
- サブリナ: ダーク・アドベンチャー (2018-2020)
- ザ・オーダー 暗黒の世界 (2019)
- リバーデイル (2020)
- グリース: ピンク・レディーの台頭 (2023)

### テレビドラマ
| 放送年    | 那題 原題                                                       | 役名                     | 備考 | 吹き替え |
| --------- | --------------------------------------------------------------- | ------------------------ | ---- | -------- |
| 2014-2015 | 心を呼ぶとき When Calls the Heart                               | ワイアット・ウィーヴァー |      |          |
| 2018-2020 | サブリナ: ダーク・アドベンチャー Chilling Adventures of Sabrina | ビリー・マーリン         |      | 渡部俊樹 |
| 2018      | リブート: ガーディアン コード ReBoot: The Guardian Code         | オースティン／ベクター   |      | 小野賢章 |